# انقلاب شهرنشینی

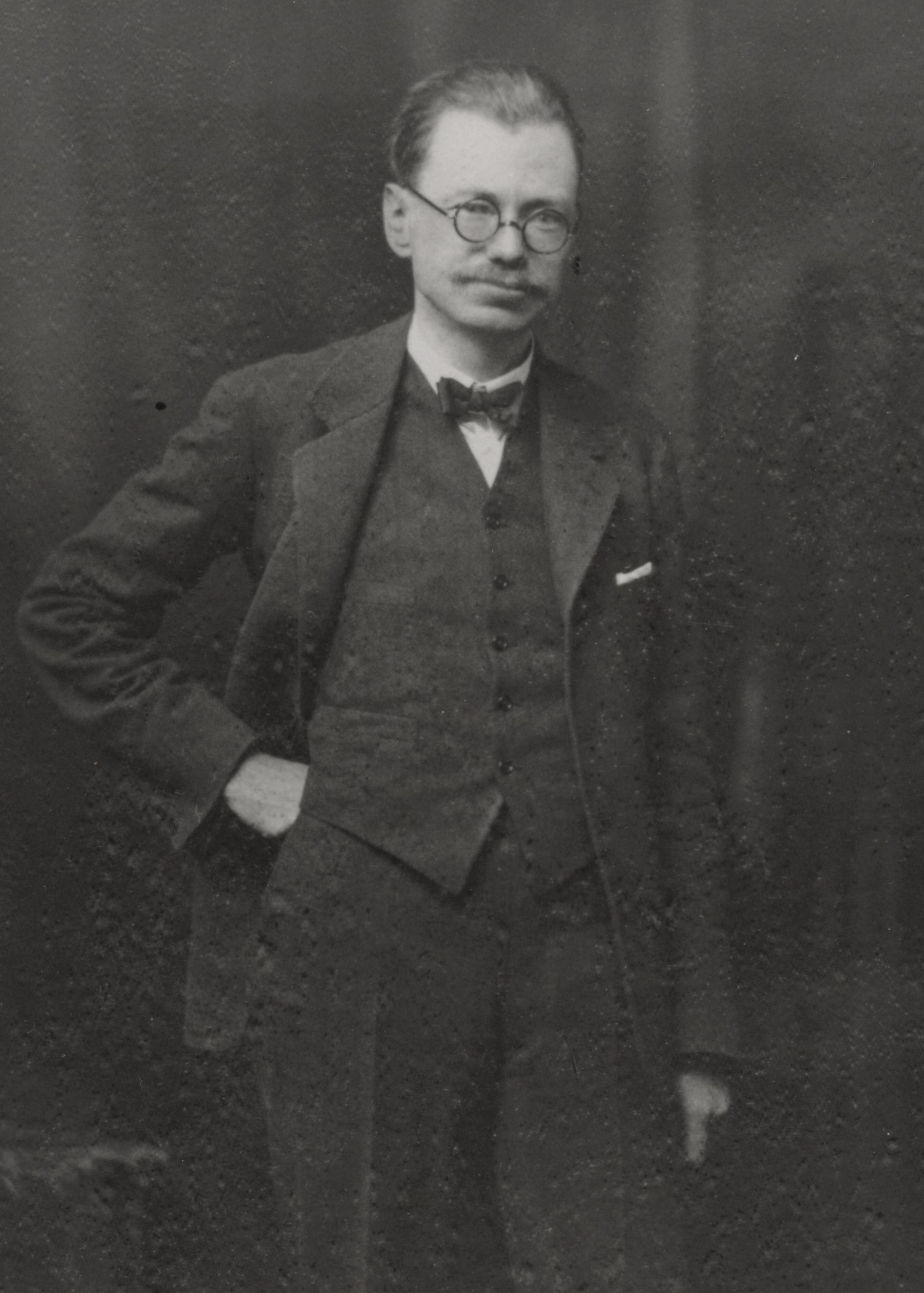
وی گولدن باستان شناسو جامعه شناس استرالیای

در انسان‌شناسی و باستان‌شناسی انقلاب شهرنشینی (انگلیسی: Urban revolution) به روندی گفته می‌شود که در آن روستاهای کوچک، فاقد سواد نوشتن، و وابسته به کشاورزی و روابط خویشاوندی تبدیل به جوامع بزرگ و پیچیده شهری می‌شوند. اصطلاح انقلاب شهرنشینی را نخستین بار باستان‌شناس استرالیایی وی. گوردون چایلد در دهه ۱۹۳۰ مطرح کرد. چایلد همچنین عبارت انقلاب نوسنگی را برای توصیف فرایندی که در آن جوامع شکارچی-گردآورنده به روستاهای کشاورزی تبدیل می‌شوند ابداع کرد. چایلد ده اصل در مورد مدل انقلاب شهرنشینی مطرح می‌کند:
1. شهرها بزرگتر و پرجمعیت‌تر از سکونت‌گاه‌های پیشین بوده‌اند.
2. کارکرد جمعیت شهری با جمعیت روستایی متفاوت بوده‌است. برای مثال در روستا نقش‌های مصنع متخصص، باربر، بازرگان، دیوانسالار و … وجود نداشته‌است.
3. هر تولیدکننده بخشی از تولید خود را به عنوان مالیات یا خراج به یکی از خدایان یا شاهان فرهمند می‌داده‌است که این منجر به تجمیع مازاد اقتصادی می‌گشته‌است.
4. ساختمان‌های عمومی و نمادین نه تنها شهر را از روستا متمایز می‌ساخته‌اند بلکه نشانی از تجمیع مازاد اقتصادی بودند.
5. به طبع روحانیون، رهبران اجتماعی و نظامی و دیوانسالاران بخشی بزرگی از مازاد اقتصادی تجمیع شده را به خود اختصاص می‌دادند. این امر منجر به تشکیل طبقه حاکم شد.
6. خط و نوشتن
7. توسعه علوم دقیق و پیش‌بینی کننده—از جمله حساب، هندسه، ونجوم
8. توسعه روش‌ها و سبک‌های پیچیده
9. برقراری تجارت خارجی در فواصل طولانی
10. شکل‌گیری حکومت بر اساس محل اقامت به جای روابط خویشاوندی

انقلاب شهرنشینی را به همراه یکیانقلاب نوسنگی و انقلاب صنعتی از مهم‌ترین مراحل در تکامل اجتماعی-فرهنگی انسان دانسته‌اند. تفاوت مهم انقلاب شهرنشینی با انقلاب نوسنگی در آن بود که انقلاب شهرنشینی بر رابطه انسان با طبیعت تأثیری نگذاشت، بلکه تأثیر آن در رابطه انسان‌ها با یکدیگر بود.